# Joseph Hopkins Millard

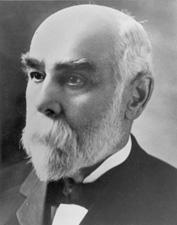
Joseph Hopkins Millard

Joseph Hopkins Millard (* 20. April 1836 in Hamilton, Ontario; † 13. Januar 1922 in Omaha) war ein Bankier und in der Zeit von 1901 bis 1907 US-Senator für den Staat Nebraska.

## Frühe Jahre
Joseph Hopkins Millard zog früh mit seinen Eltern nach Sabula im US-Bundesstaat Iowa. Dort besuchte er die Schule und begann zunächst in einem Laden zu arbeiten. Im Alter von 20 Jahren siedelte er nach Omaha über und stieg ins Immobiliengeschäft ein. 1864 zog er nach Virginia City in Montana, wo er eine Bank eröffnete. Zwei Jahre darauf zog er jedoch nach Omaha zurück, wo er zum Bankdirektor der Omaha National Bank wurde (bis 1920). 1869 gehörte er zu den Mitbegründern der Omaha & Northwestern Railroad. 1872 wurde er zum Bürgermeister der Stadt gewählt. Dreizehn Jahre lang war er Direktor im Aufsichtsrat der Union Pacific Railroad Company, davon sechs Jahre als ein von der Regierung beauftragter Direktor.

## Politischer Aufstieg
Als Republikaner zog Millard am 28. März 1901 verspätet in den Senat ein, nachdem sich die Republikaner in der Nebraska Legislature nicht auf Kandidaten einigen konnten. Seine Amtszeit endete am 3. März 1907. Er war Vorsitzender des Committee on Inter-Oceanic Canals im 59. Kongress. Zur Wiederwahl wurde er nicht nominiert.

## Lebensabend und Tod
Im Folgenden nahm er seine Bankgeschäfte in Omaha wieder auf, wo er am 13. Januar 1922 an den Folgen einer Herzkrankheit verstarb.